# 石賀修
石賀 修（いしが おさむ、1910年4月1日 - 1994年10月17日）は、日本の高校教諭、翻訳家、平和運動家。キリスト教徒。筆名イシガオサム。
福岡県出身。旧制福岡高等学校、東京帝国大学文学部西洋史学科卒業。クエーカー、無教会主義のキリスト教に共鳴。療養生活中に、エスペラントとスウェーデン語を学ぶ。1934年、良心的兵役拒否者の支援などをしている平和主義国際組織「戦争抵抗者インターナショナル」WRIに加入し、1943年、良心的兵役拒否を実行。戦後は、国立療養所星塚敬愛園での勤務生活を経て、筑陽学園高等学校教諭。平和運動や人権活動の傍ら、セルマ・ラーゲルレーヴの作品を翻訳した。

## 著書
- 『Heiwa o motomete』Isiga-Osamu 1970
- 『神の平和 兵役拒否をこえて』イシガ・オサム 新教出版社 1971
- 『たのしい散書法 たよりにかえて』イシガオサム NES 1983
- 『小・生・書 最後に読む本』イシガオサム NES 1985

### 翻訳
- ラーゲルレーヴ『エルサレム』第1-2部  岩波文庫 1942-52
- ラーゲルレーヴ『キリスト伝説集』岩波文庫 1955
- ラーゲルレーヴ『ポルトガリヤの皇帝さん』イシガオサム訳 岩波文庫 1981
- 『ラーゲルレーヴ反戦短編集』NES 1982
- 『木の聖書  ラーゲルレーヴ短編集』NES 1984
- 『ラーゲルレーヴの「エルサレム」ものがたり』イシガオサム NES 1986

## 参考
- 日本人名大辞典